# Mandriva
Mandriva S.A. 是一間法國的軟體公司，企業總部位於巴黎，研發總部位於巴西庫里奇巴。他們創造了Mandriva Linux，並負責維持與研發。
它的前身是創建於1998年的MandrakeSoft。曾有七十個員工，其中45個是工程師，在法國、美國及巴西都有辦公室。

## 歷史
Mandriva S.A.的前身是創建於1998年的MandrakeSoft。
2004年2月，赫斯特国际集团宣稱擁有MandrakeSoft的商標權，與MandrakeSoft展開訴訟。
2005年1月24日，MandrakeSoft併購了Conectiva。同年，MandrakeSoft上訴後仍被判敗訴，被迫改名為Mandriva。
2010年7月8日，为了应对财政问题，Mandriva宣布被法国IF Research、英国Lightapp和俄国Pingwin soft组成的财团重组。
2015年5月22日起，Mandriva公司已辦理清算並終止營運。

## 外部連結
1. ↑  Mandriva restructures to establish European leadership[永久]
2. ↑  Michael, Larabel. . Phoronix. 26 May 2015  [26 May 2015]. （原始内容存档于2020-06-11）.